# 秋本ゆかり
秋本 ゆかり（あきもと ゆかり、1982年12月29日 - ）は、福岡県を中心に活動するローカルタレント。2011年12月17日に福岡よしもと所属の高田課長と結婚。二児の母。Aloha Stage 所属。

## 出演番組
- 土曜もアサデス。（九州朝日放送）
- アサデス。九州・山口（九州朝日放送）
- オンナTV（九州朝日放送）
- 今日感テレビ（RKB毎日放送）
- 今日感テレビ日曜版（RKB毎日放送）
- タダイマ！（RKB毎日放送）